# Rappresentanza militare
La rappresentanza militare è un istituto giuridico interno alle forze armate italiane, previsto dalla legge 11 luglio 1978 n. 382, il cui scopo è quello di tutelare il personale appartenente alle forze armate in alcuni limitati ambiti consentiti dalla legge.
Le sue funzioni sono cessate a decorrere dal 7 aprile 2024 a seguito della pubblicazione in Gazzetta Ufficiale n. 81 del 6 aprile 2024, del Decreto del Ministro per la Pubblica Amministrazione del 29 marzo 2024 con quale vengono individuate le APCSM di Forza Armata/CC/GdF riconosciute rappresentative a livello nazionale.

## Organi
Gli organi della rappresentanza militare si distinguono in:
- Co.Ce.R. (Consiglio Centrale di Rappresentanza): organo centrale, a carattere nazionale ed interforze, articolato in sezioni di Forza Armata o di Corpo Armato rappresenta unitariamente il personale dell'Esercito Italiano, della Marina Militare, dell'Aeronautica, dell'Arma dei Carabinieri, della Guardia di Finanza e della Guardia Costiera;
- Co.I.R. (Consiglio Intermedio di Rappresentanza): organo di rappresentanza intermedio, svolge la sua attività presso gli Alti comandi. Ogni Ente di Forza Armata di livello divisione o superiore è rappresentato dal suo COIR;
- Co.Ba.R. (Consiglio Base di Rappresentanza): organo di base di rappresentanza del personale militare, generalmente opera a livello reggimentale, sulle Unità Navali da guerra e rappresenta il personale presso il Comandante di Corpo.

## Composizione ed elezione
L'organo centrale e quelli intermedi sono costituiti da un numero fisso di delegati di ciascuna delle seguenti categorie: Ufficiali, Marescialli, Sergenti e Graduati - Militari di truppa. (Generalmente personale in qualifiche apicali e con molti anni di servizio maturato)
Ogni Consiglio è ovviamente composto da Ufficiali, Sottufficiali, Graduati e Militari di truppa che prestino servizio presso un Reparto dipendente dal Comando ove si effettua la rappresentanza.
Nell'organo centrale la rappresentanza di ciascuna forza armata o corpo è proporzionale alla rispettiva consistenza numerica.
Il sistema delle elezioni è di tipo "organico" o "federato", cioè i membri di ogni caserma o Unità Navale eleggono i propri rappresentanti del COBAR, che a loro volta eleggeranno tra di loro i rappresentanti presso il proprio COIR di competenza, infine i membri dei vari COIR eleggeranno sempre tra di loro i rappresentanti della sezione di Forza Armata presso il COCER.

## Funzioni
Le competenze del COCER riguardano la formulazione di pareri, di proposte e di richieste su tutte le materie che formano oggetto di norme legislative o regolamentari circa la condizione, il trattamento, la tutela - di natura giuridica, economica, previdenziale, sanitaria, culturale e morale dei militari.
I componenti del COIR fungono da consulenti dei Generali al comando delle Grandi Unità, così come il COBAR è impiegato in attività di consulenza del Comandante di Corpo, soprattutto per portare alla sua attenzione ogni tipo di questione ritenuta sensibile per il benessere del personale e per l'efficienza del Reparto stesso.
Dalle competenze degli organi rappresentativi sono comunque escluse le materie concernenti l'ordinamento, l'addestramento, le operazioni, il settore logistico-operativo, il rapporto gerarchico-funzionale e l'impiego del personale.
Gli organi rappresentativi hanno inoltre la funzione di prospettare le istanze di carattere collettivo, relative ai seguenti campi di interesse:
- conservazione dei posti di lavoro durante il servizio militare in Italia;[2]
- qualificazione professionale e inserimento nell'attività lavorativa di coloro che cessano dal servizio militare
- provvidenze per gli infortuni subiti e per le infermità contratte in servizio e per causa di servizio;
- attività assistenziali, culturali, ricreative e di promozione sociale, anche a favore dei familiari del personale militare;
- organizzazione delle sale convegno e delle mense;
- condizioni igienico-sanitarie e alloggi.